# 官下线
官下線（朝鲜语：／ Kwanha sŏn */?）是朝鮮民主主義人民共和國平安南道北仓郡的一條鐵道線路，站點為北仓站到官下站。

## 路线概况
- 距离：2.6
- 车站数：2
- 轨距：1435mm
- 电气化区间：无
- 复线区间：无